# Beit Saber
Beit Saber (tiếng Ả Rập: بيت سابر; cũng đánh vần Beit Sabir) là một ngôi làng ở miền nam Syria, thuộc khu vực hành chính của quận Qatana thuộc Tỉnh bang Dimashq, nằm ở phía tây nam Damascus. Các địa phương lân cận bao gồm Khan al-Shih ở phía đông bắc, Kafr Hawr và Beitima ở phía bắc, và Beit Jinn ở phía tây, Harfa ở phía tây nam và Sa'sa ' ở phía nam. Theo Cục Thống kê Trung ương Syria (CBS), Beit Saber có dân số 3.021 trong cuộc điều tra dân số năm 2004.
Beit Saber nằm trên bờ của một trong những nhánh hạ lưu của sông Awaj bắt nguồn từ núi Hermon. Tên của nhánh sông là Sabirany, bắt nguồn từ tên của ngôi làng "Saber".

## Lịch sử
Nhà sử học Hồi giáo thời trung cổ Abu'l Fida đã đề cập đến Beit Saber vào cuối thế kỷ 14, trong thời kỳ cai trị Mamluk ở Syria.
Vào thế kỷ 19, học giả Kinh Thánh Edward Robinson đã lưu ý rằng dân số của Beit Saber là người Hồi giáo.
Trong Chiến tranh Ả Rập-Israel Beit Saber năm 1973 đã bị pháo binh Israel bắn phá, dẫn đến phá hủy hai ngôi nhà. Vụ tấn công đã khiến Liên Hợp Quốc điều tra.